# چجیانگ ۲۶۳۱
سیارک ۲۶۳۱ (به انگلیسی: 2631 Zhejiang، نامگذاری:1980TY5) دو هزار و ششصد و سی و یکمین سیارک کشف شده‌است که در ۷ اکتبر ۱۹۸۰ کشف شد.
قدر مطلق سیارک برابر ۱۲٫۰۰ است.